# Братья Блюз (фильм)
«Братья Блюз» (англ. The Blues Brothers) — американский комедийный киномюзикл 1980 года, снятый режиссёром Джоном Лэндисом. В нём Дэн Эйкройд и Джон Белуши играют братьев Элвуда и Джейка Блюз, возрождающих свою старую блюз-группу, чтобы заработать денег для спасения приюта для сирот, в котором они выросли.
Кроме профессиональных актёров, в фильме снимались звёзды блюз-музыки Кэб Кэллоуэй, Джеймс Браун, Джон Ли Хукер, Рэй Чарльз и Арета Франклин. 
В 2010 году официальная газета Ватикана L'Osservatore Romano назвала фильм «католической классикой» и рекомендовала его для просмотра всем католикам. В 2020 году фильм был признан национальным достоянием и внесён в Национальный реестр американских фильмов в Библиотеке Конгресса.

## Сюжет
Старший из двух братьев, Джейк, выходит из тюрьмы и обнаруживает, что группа «Братья Блюз» распалась, а сиротский дом в Чикаго, в котором они с младшим братом Элвудом выросли, закроют через одиннадцать дней, если не будут уплачены 5000 долларов налога. Посетив по совету приютского сторожа Кёртиса (Кэб Кэллоуэй) музыкальную службу преподобного Клеофуса Джеймса (Джеймс Браун), братья решают, что теперь они с «миссией от самого Господа». Джейк и Элвуд намереваются возродить группу, чтобы заработать денег для приюта. Эта затея оказывается весьма непростой: пока Джейк в течение трёх лет находился в заключении, все музыканты группы ожидаемо нашли новые места работы, с которых вряд ли захотят уходить. Кроме того, выясняется, что Элвуд, находившийся на свободе, все три года врал Джейку, вселяя тому надежду и говоря, что поддерживает связь с членами группы. Братья после непродолжительной перепалки приступают к поискам. Они обнаружили, что несколько их музыкантов, объединившись в новый коллектив «Мёрф и волшебные звуки», выступают в гостинице «Holiday Inn» с «дискотечно-свинговой программой Armando’s Room» перед немногочисленными посетителями гостиничного ресторана, которые даже не аплодируют музыкантам. Джейк и Элвуд с трудом убеждают Мёрфа и своих бывших коллег вновь поверить в идею и энергетику прежнего ансамбля, а не довольствоваться подачками от гостиницы. Здесь же за разговором удается выяснить, где искать других музыкантов. Пока Джейк и Элвуд разыскивают ансамбль и выступают с концертами, за ними охотятся полиция, неонацисты, музыканты-конкуренты и таинственная женщина (Кэрри Фишер), постоянно пытающаяся убить братьев из тяжёлого оружия. Однако, отряхнувшись или выбравшись из-под обломков, они совершенно невозмутимо продолжают свою миссию. В конечном итоге становится ясно, что женщина — невеста Джейка, которую он бросил, не придя на свадьбу. Отыграв последний концерт и собрав требуемые деньги, братья едут назад в Чикаго, чтобы уплатить налог, на своём «Блюзмобиле» — списанном полицейском Dodge Monaco. В завязавшейся погоне разбиваются десятки полицейских машин, полиция вызывает на помощь спецназ и национальную гвардию, но братьям всё равно удаётся добраться до налоговой службы и заплатить налог, после чего их арестовывают. Фильм заканчивается выступлением группы в полном составе, поющей песню Jailhouse Rock («Тюремный рок») для своих собратьев по несчастью — заключённых.

## В ролях
- Кэб Кэллоуэй в роли Кёртиса
- Кэрри Фишер в роли таинственной женщины
- Арета Франклин в роли миссис Мёрфи
- Рэй Чарльз в роли владельца Ray’s Music Exchange
- Джеймс Браун в роли преподобного Клеофуса Джеймса
- Джон Кэнди в роли Бёртона Мёрсера
- Кэтлин Фримен в роли сестры Мэри Стигматы, «Пингвинихи»
- Генри Гибсон в роли предводителя нацистов
- Стив Лоуренс в роли Maury Sline
- Твигги в роли Chic Lady
- Фрэнк Оз в роли Corrections officer
- Джефф Моррис в роли Боба
- Чарльз Нэйпир в роли Такера Макэлроя
- Стивен Уильямс в роли офицера Маунта
- Чака Хан в роли солиста хора
- Джон Ли Хукер в роли музыканта на Максвелл-стрит
- Джон Лэндис в роли State Trooper
- Стивен Бишоп в роли офицера полиции со сломанными часами
- Пол Рубенс в роли официанта в Chez Paul
- Стивен Спилберг в роли Cook County Assessor’s Office Clerk
- Пайнтоп Перкинс в роли Лютера Джексона
- Jeff Cahill в роли сироты

### The Blues Brothers Band
- Джон Белуши в роли «Joliet» Джейка Блюза, вокал
- Дэн Эйкройд в роли Элвуда Блюза, губная гармоника и вокал
- Стив Кроппер в роли Стива «the Colonel» Кроппера, lead guitar, ритм-гитара и бэк-вокал
- Дональд Данн в роли Дональда «Duck» Данна, бас-гитара
- Мёрфи Данн в роли Мёрфи «Murph» Данна, клавишные
- Вилли Холл в роли Вилли «Too Big» Холла, барабаны и ударные
- Том Мэлоун в роли Тома «Bones» Мэлоуна, тромбон, саксофон-тенор и бэк-вокал
- Лу Марини в роли «Blue Lou» Марини, саксофон-альт и саксофон-тенор и бэк-вокал
- Мэтт Мёрфи в роли Мэтта «Guitar» Мёрфи, соло-гитара
- Алан Рубин в роли Алана «Mr. Fabulous» Рубина, труба, ударные и бэк-вокал

## Сиквел и другие произведения
В 1980 году была опубликована книга «The Blues Brothers: Private» о восхождении дуэта, написанная Джудит Джеклин, женой Джона Белуши.
В 1991 году Titus Software выпустила платформенную видеоигру The Blues Brothers, целью которой является  уклонение от полиции для участия в блюзовом концерте.
В 1998 году вышло продолжение истории — фильм «Братья Блюз 2000», в котором вместе с Эйкройдом в главной роли снялся Джон Гудмен.